# Rasim Delić
Rasim Delić (ur. 4 lutego 1949 w Čeliciu k. Tuzli, zm. 16 kwietnia 2010 w Sarajewie) – szef sztabu generalnego Armii Republiki Bośni i Hercegowiny.

## Życiorys
W latach 1967–1971 studiował w belgradzkiej akademii wojskowej. Po jej ukończeniu służył w jednostce w Sarajewie. W latach 1984–1985 pełnił funkcję zastępcy dowódcy pułku artylerii. W 1987 otrzymał awans na podpułkownika i rozpoczął naukę w Akademii Sztabu Generalnego. W latach 1990–1992 pełnił funkcję dowódcy operacyjnego IV Korpusu JNA, stacjonującego w Sarajewie. 13 kwietnia 1992 porzucił służbę w armii jugosłowiańskiej i przyłączył się do armii Bośni i Hercegowiny. Pełnił funkcję dowódcy operacyjnego w sztabie generalnym, a od października 1992 kierował Dowództwem Operacyjnym w Visoko, zajmując się formowaniem i szkoleniem jednostek w centralnej Bośni.
W kwietniu 1993 reprezentował Armię Bośni i Hercegowiny we wspólnym dowództwie powołanym wraz z Chorwacką Radą Obrony. Od 8 czerwca 1993 do końca wojny w stopniu generała kierował sztabem generalnym Armii Bośni i Hercegowiny. We wrześniu 2000 przeszedł w stan spoczynku.
Oskarżony o popełnienie zbrodni wojennych przez Międzynarodowy Trybunał Karny dla byłej Jugosławii. W marcu 2005 dobrowolnie stanął przed Trybunałem, uznając się za osobę niewinną. Prokuratorzy domagali się 15 lat więzienia dla Delicia, jednak w przypadku większości oskarżeń nie potwierdzono odpowiedzialności oskarżonego za zbrodnie. Uznano jego odpowiedzialność za to, że nie zapobiegł okrutnemu traktowaniu dwunastu jeńców serbskich w Livade i w Zavidovići (lipiec-sierpień 1995). 15 września 2008 Trybunał wydał wyrok skazujący Delicia na 3 lata więzienia. Na poczet kary zaliczono okres spędzony przez Delicia w więzieniu w toku procesu.
Zmarł w swoim domu w Sarajewie. Pochowany na cmentarzu Kovači.